# 卡堆乡
卡堆乡（藏語：མཁར་སྟོད་），是中华人民共和国西藏自治区日喀则市江孜县下辖的一个乡镇级行政单位。

## 行政区划
卡堆乡下辖以下地区：
增麻村、卡央村、白定村、萨拉村、吾聂村、加措村、宇卓村、聂布村、卡吾村、嘎雪村和长堆村。